# Associazione Calcio Milano 1938-1939
Questa voce raccoglie le informazioni riguardanti l'Associazione Calcio Milano, fino al 14 febbraio 1939 denominata Milan Associazione Sportiva, nelle competizioni ufficiali della stagione 1938-1939.

## Stagione

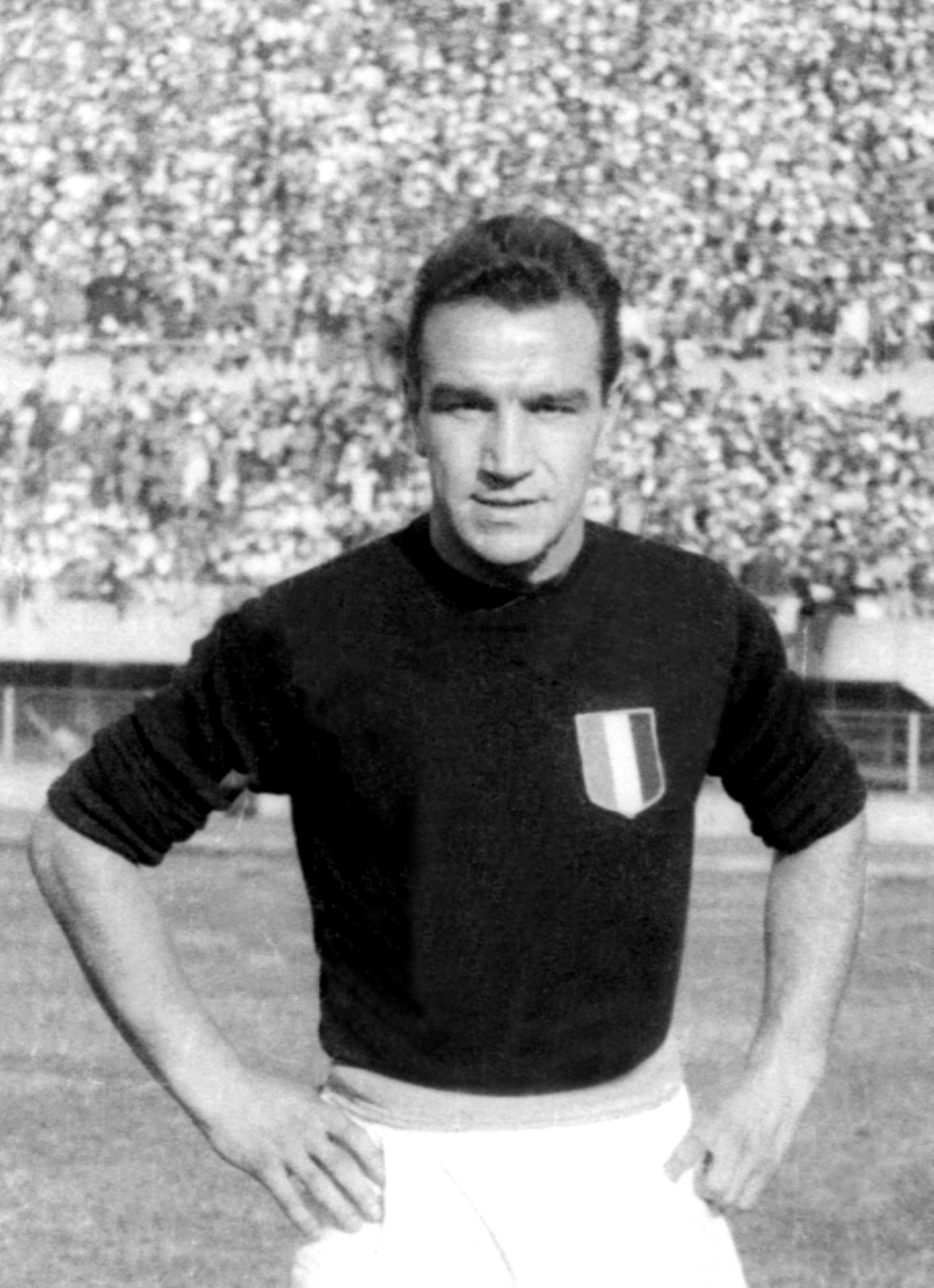
Ezio Loik con la maglia del Grande Torino. Giocò nel Milan in precedenza, dal 1937 al 1940

Questa stagione si apre con la completa italianizzazione del nome della società rossonera, voluta dal regime fascista: da "Milan Associazione Sportiva" si passa a "Associazione Calcio Milano".
I rossoneri non ripetono i due buoni campionati precedenti. In Serie A il Milano arriva 9º sfiorando la retrocessione in Serie B: alla 19ª giornata i rossoneri sono ultimi in classifica ed evitano la discesa nella serie cadetta grazie a un buon finale di campionato, complici l'ottimo rendimento del capocannoniere Boffi (19 reti in Serie A) e la ripetuta sostituzione del direttore tecnico. In quest'ultimo ruolo il Milano inizia con Hermann Felsner, poi sostituito da József Violak. In Coppa Italia invece il Milano viene eliminato in semifinale dal Novara: questa è la quarta eliminazione consecutiva del Milano alle semifinali.

## Divise
| Casa | Trasferta | Terza divisa |

## Organigramma societario
Area direttiva
- Presidente:Emilio Colombo
- Vice presidenti: Pietro Annoni e Achille Invernizzi

Area tecnica
- Allenatore: József Bánás
- Direttore tecnico: Hermann Felsner (fino a ottobre, 4ª giornata) poi (da marzo, 21ª giornata) József Violak
- Massaggiatore: Luigi Clerici

## Rosa
| N. |                   | Ruolo | Calciatore                    |
| -- | ----------------- | ----- | ----------------------------- |
|    | Italia (bandiera) | P     | Luigi Diamante                |
|    | Italia (bandiera) | P     | Mario Zorzan                  |
|    | Italia (bandiera) | D     | Bruno Berra                   |
|    | Italia (bandiera) | D     | Giuseppe Bonizzoni (capitano) |
|    | Italia (bandiera) | D     | Ettore Girardengo             |
|    | Italia (bandiera) | D     | Luigi Perversi                |
|    | Italia (bandiera) | D     | Leandro Remondini             |
|    | Italia (bandiera) | C     | Giuseppe Antonini             |
|    | Italia (bandiera) | C     | Antonio Gino Bortoletti       |
|    | Italia (bandiera) | C     | Pietro Buscaglia              |
|    | Italia (bandiera) | C     | Giacinto Ellena               |
|    | Italia (bandiera) | C     | Sereno Gianesello             |
|    | Italia (bandiera) | C     | Ezio Loik                     |

| N. |                   | Ruolo | Calciatore             |
| -- | ----------------- | ----- | ---------------------- |
|    | Italia (bandiera) | C     | Mario Loetti           |
|    | Italia (bandiera) | C     | Mario Provaglio        |
|    | Italia (bandiera) | C     | Cinzio Scagliotti      |
|    | Italia (bandiera) | C     | Luigi Tornaghi         |
|    | Italia (bandiera) | C     | Teresio Traversa       |
|    | Italia (bandiera) | C     | Riccardo Alberto Villa |
|    | Italia (bandiera) | A     | Aldo Boffi             |
|    | Italia (bandiera) | A     | Egidio Capra           |
|    | Italia (bandiera) | A     | Elpidio Coppa          |
|    | Italia (bandiera) | A     | Remo Cossio            |
|    | Italia (bandiera) | A     | Giovanni Moretti       |
|    | Italia (bandiera) | A     | Giuseppe Vigo          |

## Calciomercato
| Acquisti | Acquisti               | Acquisti    | Acquisti |
| R.       | Nome                   | da          | Modalità |
| -------- | ---------------------- | ----------- | -------- |
| A        | Pietro Buscaglia       | Torino      | -        |
| A        | Elpidio Coppa          | Lucchese    | -        |
| D        | Giacinto Ellena        | Torino      | -        |
| D        | Ettore Girardengo      | Alessandria | -        |
| A        | Luigi Tornaghi         | Caratese    | -        |
| D        | Teresio Traversa       | Fiorentina  | -        |
| D        | Riccardo Alberto Villa | Falck       | -        |
| A        | Giuseppe Vigo          | Pavia       | -        |

| Cessioni | Cessioni   | Cessioni   | Cessioni |
| R.       | Nome       | a          | Modalità |
| -------- | ---------- | ---------- | -------- |
| C        | Gipo Poggi | Fiorentina | -        |

## Risultati

### Serie A

#### Girone di andata
| Arbitro: | Zelocchi (Modena) |

|             |           |  |
| Alghisi 62’ | Marcatori |  |

| Milano 25 settembre 1938 2ª giornata | Milano           | 0 – 0 | Napoli | Arena Civica (10 000 spett.)\| Arbitro: \| Salvatori (Roma) \| |
| Arbitro:                             | Salvatori (Roma) |       |        |                                                                |

| Arbitro: | Scarpi (Dolo) |

|            |           |  |
| Frossi 41’ | Marcatori |  |

| Arbitro: | Dellarole (Vercelli) |

|           |           |                            |
| Boffi 39’ | Marcatori | 28’ Perazzolo 71’ Morselli |

| Arbitro: | Scorzoni (Bologna) |

|                               |           |           |
| Cappellini 52’ Capocasale 90’ | Marcatori | 30’ Boffi |

| Arbitro: | Scotto (Savona) |

|                         |           |                               |
| Capra 46’ Provaglio 90’ | Marcatori | 14’ (rig.) Arcari IV 88’ Neri |

| Arbitro: | Curradi (Firenze) |

|                             |           |                   |
| Reguzzoni 14’ Puricelli 41’ | Marcatori | 53’ (rig.) Cossio |

| Arbitro: | Bertolio (Torino) |

|                          |           |  |
| Boffi 10’, 65’ Capra 31’ | Marcatori |  |

| Arbitro: | Scarpi (Dolo) |

|                         |           |               |
| Versaldi 66’ Romano 78’ | Marcatori | 37’ Buscaglia |

| Milano 11 dicembre 1938 10ª giornata | Milano            | 0 – 0 | Torino | Stadio San Siro (15 000 spett.)\| Arbitro: \| Zelocchi (Modena) \| |
| Arbitro:                             | Zelocchi (Modena) |       |        |                                                                    |

| Milano 18 dicembre 1938 11ª giornata | Milano          | 0 – 0 | Liguria | Stadio San Siro (12 000 spett.)\| Arbitro: \| Tonnetti (Roma) \| |
| Arbitro:                             | Tonnetti (Roma) |       |         |                                                                  |

| Arbitro: | Scarpi (Dolo) |

|                             |           |                         |
| De Filippis 37’ Gabetto 60’ | Marcatori | 20’ Boffi 25’ Buscaglia |

| Arbitro: | Mazza (Torre del Greco) |

|                         |           |                                                  |
| Boffi 35’ Buscaglia 76’ | Marcatori | 17’ Salar 45’ Colaussi 54’ Antonini 86’ Trevisan |

| Arbitro: | Dattilo (Roma) |

|               |           |                         |
| Rosellini 55’ | Marcatori | 75’ Buscaglia 82’ Boffi |

| Arbitro: | Bertolio (Torino) |

|                |           |  |
| Boffi 67’, 82’ | Marcatori |  |

#### Girone di ritorno
| Arbitro: | Ciamberlini (Genova) |

|  |           |                   |
|  | Marcatori | 18’ (rig.) Coscia |

| Arbitro: | Dattilo (Roma) |

|           |           |  |
| Rocco 21’ | Marcatori |  |

| Arbitro: | Mattea (Torino) |

|                                               |           |              |
| Boffi 22’ (rig.) Buscaglia 80’ Scagliotti 88’ | Marcatori | 90’ Candiani |

| Arbitro: | Bertolio (Torino) |

|                               |           |  |
| Lazzaretti 44’ Scarabello 59’ | Marcatori |  |

| Arbitro: | Mattea (Torino) |

|                     |           |             |
| Boffi 21’, 48’, 59’ | Marcatori | 24’ Mancini |

| Arbitro: | Scorzoni (Bologna) |

|  |           |                    |
|  | Marcatori | 32’ Boffi 34’ Loik |

| Arbitro: | Dattilo (Roma) |

|  |           |               |
|  | Marcatori | 69’ Puricelli |

| Arbitro: | Mattea (Torino) |

|                       |           |                    |
| Riccardi 1’ Capri 29’ | Marcatori | 32’ Loik 90’ Boffi |

| Arbitro: | Galeati (Bologna) |

|                    |           |              |
| Coppa 35’ Loik 70’ | Marcatori | 38’ Versaldi |

| Arbitro: | Dattilo (Roma) |

|                               |           |                     |
| Gaddoni 41’ Bo 82’ Petron 85’ | Marcatori | 37’ Coppa 50’ Boffi |

| Arbitro: | Mattea (Torino) |

|  |           |           |
|  | Marcatori | 37’ Boffi |

| Milano 21 aprile 1939 27ª giornata | Milano          | 0 – 0 | Juventus | Stadio San Siro (15 000 spett.)\| Arbitro: \| Tonnetti (Roma) \| |
| Arbitro:                           | Tonnetti (Roma) |       |          |                                                                  |

| Arbitro: | Scorzoni (Bologna) |

|  |           |           |
|  | Marcatori | 84’ Boffi |

| Arbitro: | Mattea (Torino) |

|          |           |  |
| Loik 51’ | Marcatori |  |

| Arbitro: | Saracini (Ancona) |

|                       |           |                        |
| Dugoni 28’ Zironi 40’ | Marcatori | 23’ Antonini 47’ Boffi |

### Coppa Italia

#### Sedicesimi di finale
| Arbitro: | Soliani (Genova) |

|                                       |           |  |
| Loik 28’ Coppa 46’, 63’ Buscaglia 50’ | Marcatori |  |

#### Ottavi di finale
| Arbitro: | Scotto (Savona) |

|                         |           |              |
| Capra 39’ Remondini 55’ | Marcatori | 50’ Dagianti |

#### Quarti di finale
| Arbitro: | Mattea (Torino) |

|              |           |                     |
| Castello 80’ | Marcatori | 61’ Capra 85’ Boffi |

#### Semifinale
| Arbitro: | Scorzoni (Bologna) |

|                                           |           |                          |
| Borrini 17’ Romano 33’ Marchionneschi 39’ | Marcatori | 27’ Boffi 75’ Gianesello |

## Statistiche

### Statistiche di squadra
| Competizione | Punti      | In casa | In casa | In casa | In casa | In casa | In casa | In trasferta | In trasferta | In trasferta | In trasferta | In trasferta | In trasferta | Totale | Totale | Totale | Totale | Totale | Totale | DR |
| Competizione | Punti      | G       | V       | N       | P       | Gf      | Gs      | G            | V            | N            | P            | Gf           | Gs           | G      | V      | N      | P      | Gf     | Gs     | DR |
| ------------ | ---------- | ------- | ------- | ------- | ------- | ------- | ------- | ------------ | ------------ | ------------ | ------------ | ------------ | ------------ | ------ | ------ | ------ | ------ | ------ | ------ | -- |
| Serie A      | 28         | 15      | 6       | 5       | 4       | 19      | 13      | 15           | 4            | 3            | 8            | 17           | 21           | 30     | 10     | 8      | 12     | 36     | 34     | +2 |
| Coppa Italia | semifinale | 2       | 2       | 0       | 0       | 6       | 1       | 2            | 1            | 0            | 1            | 4            | 4            | 4      | 3      | 0      | 1      | 10     | 5      | +5 |
| Totale       | -          | 17      | 8       | 5       | 4       | 25      | 14      | 17           | 5            | 3            | 9            | 21           | 25           | 34     | 13     | 8      | 13     | 46     | 39     | +7 |

### Statistiche dei giocatori
| Giocatore     | Serie A  | Serie A | Coppa Italia | Coppa Italia | Totale   | Totale |
| Giocatore     | Presenze | Reti    | Presenze     | Reti         | Presenze | Reti   |
| ------------- | -------- | ------- | ------------ | ------------ | -------- | ------ |
| G. Antonini   | 15       | 1       | 3            | 0            | 18       | 1      |
| B. Berra      | 2        | 0       | 0            | 0            | 2        | 0      |
| A. Boffi      | 28       | 19      | 2            | 2            | 30       | 21     |
| G. Bonizzoni  | 29       | 0       | 4            | 0            | 33       | 0      |
| A. Bortoletti | 28       | 0       | 3            | 0            | 31       | 0      |
| P. Buscaglia  | 21       | 5       | 4            | 1            | 25       | 6      |
| E. Capra      | 24       | 2       | 3            | 2            | 27       | 4      |
| E. Coppa      | 11       | 2       | 2            | 2            | 13       | 4      |
| R. Cossio     | 9        | 1       | 0            | 0            | 9        | 1      |
| L. Diamante   | 6        | -9      | 0            | 0            | 6        | -9     |
| G. Ellena     | 6        | 0       | 3            | 0            | 9        | 0      |
| S. Gianesello | 11       | 0       | 1            | 1            | 12       | 1      |
| E. Girardengo | 1        | 0       | 0            | 0            | 1        | 0      |
| M. Loetti     | 9        | 0       | 3            | 0            | 12       | 0      |
| E. Loik       | 22       | 4       | 4            | 1            | 26       | 5      |
| G. Moretti    | 7        | 0       | 1            | 0            | 8        | 0      |
| L. Perversi   | 22       | 0       | 4            | 0            | 26       | 0      |
| M. Provaglio  | 11       | 1       | 0            | 0            | 11       | 1      |
| L. Remondini  | 17       | 0       | 1            | 1            | 18       | 1      |
| C. Scagliotti | 9        | 1       | 0            | 0            | 9        | 1      |
| T. Traversa   | 16       | 0       | 2            | 0            | 18       | 0      |
| G. Vigo       | 1        | 0       | 0            | 0            | 1        | 0      |
| R. A. Villa   | 1        | 0       | 0            | 0            | 1        | 0      |
| M. Zorzan     | 24       | -25     | 4            | -5           | 28       | -30    |